# Фефёлова, Раиса Александровна
Раиса Александровна Фефёлова — советская работница, Герой Социалистического Труда.

## Биография
Родилась в 1940 году в селе Чиберлей. Член КПСС с 1978 года.
С 1958 года — на хозяйственной, общественной и политической работе. В 1958—1995 гг. — колхозница колхоза «Кубань» Ростовской области, ученица монтажницы, монтажница, наладчик Кузнецкого завода приборов и ферритов Министерства электронной промышленности СССР
Указом Президиума Верховного Совета СССР от 29 марта 1976 года за выдающиеся успехи в выполнении девятой пятилетки, большой вклад в повышение эффективности производства и качества продукции присвоено звание Героя Социалистического Труда с вручением ордена Ленина и золотой медали «Серп и Молот».
Делегат XXVII съезда КПСС.
Умерла в Кузнецке в 2018 году.